# Štěpánov
Štěpánov este o comună și (din 2020) un oraș din districtul Olomouc din regiunea Olomouc din Republica Cehă. Are o populație de aproximativ 3.500 de locuitori. Cea mai notabilă clădire este Biserica Sfântul Laurențiu, în stil baroc.

## Diviziuni administrative
Štěpánov este format din trei diviziuni administrative (în paranteze populația conform recensământului din 2021):
- Štěpánov (2.505)
- Březce (307)
- Moravská Huzová (577)

## Geografie
Štěpánov se află la aproximativ 10 kilometri (6 mi) nord de Olomouc. Se află într-un peisaj plat în Valea Moravei de Sus. Se găsește într-o regiunea agricolă fertilă denumită Haná⁠(d), între râurile Oskava și Morava, care formează părți ale graniței comunei. Aria protejată de peisaj Litovelské Pomoraví se extinde în teritoriul comunei din vest.

## Istorie
Prima mențiune scrisă despre Štěpánov apare într-un act de donație al regelui Ottokar I din anul 1201. Moravska Huzová a fost menționată pentru prima dată într-un act al episcopului Jindřich Zdík⁠(d) din anul 1141. Březce a fost menționat pentru prima dată în anul 1276. În 1845, o cale ferată a fost dată în funcționare.
Din 1976, Liboš⁠(d) a fost o parte administrativă a comunei Štěpánov, dar a devenit din nou independentă la 24 noiembrie 1990. Štěpánov a obținut statutul de oraș în 2020.

## Transporturi
Štěpánov se află pe linia de cale ferată Nezamyslice – Kouty nad Desnou via Prostějov⁠(d), Olomouc și Šumperk.

## Obiective turistice

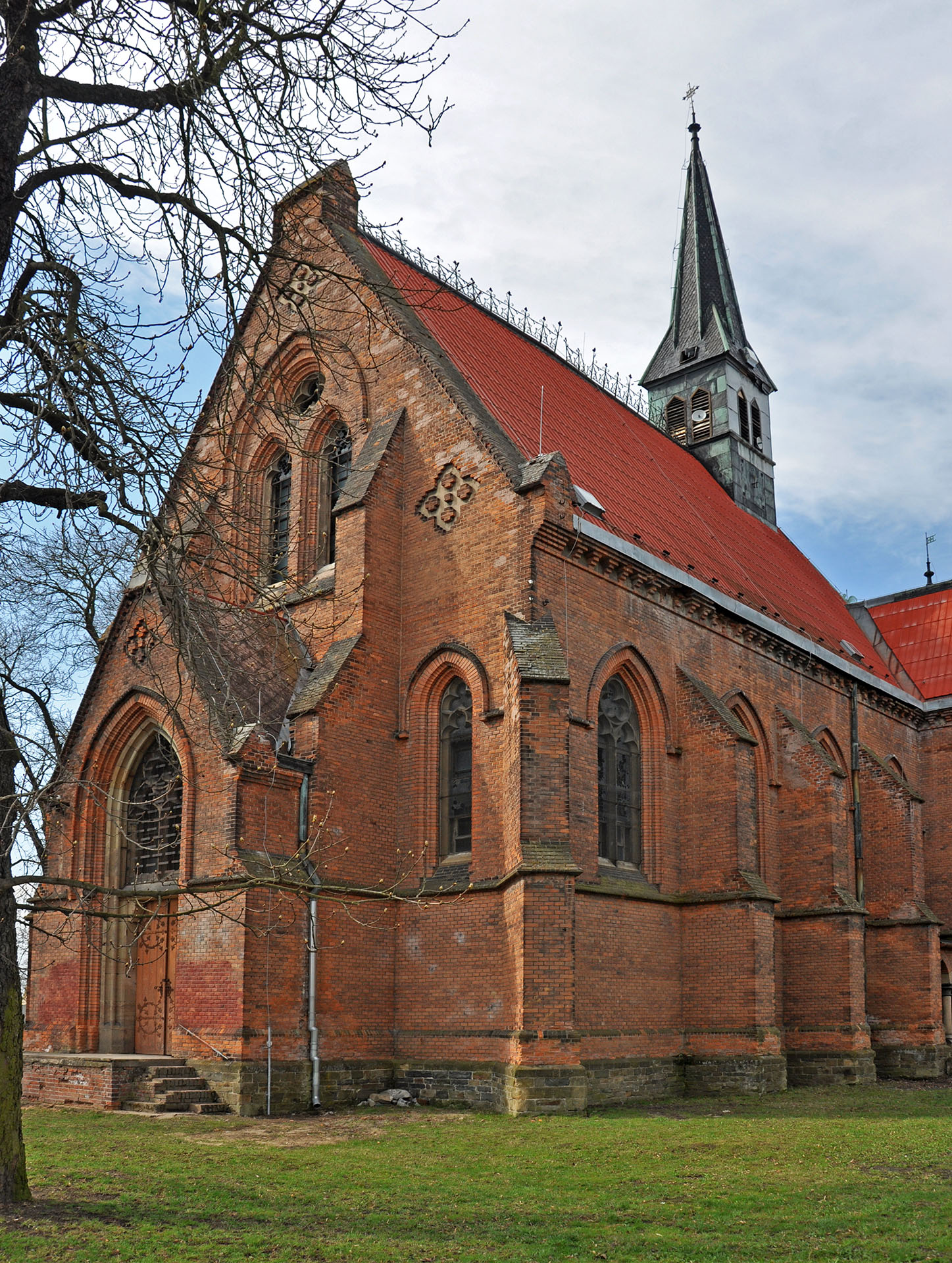
Biserica Sfânta Barbara

Cea mai notabilă clădire este Biserica Sfântul Laurențiu. Construcția acestei biserici în stil baroc a fost terminată în 1773.
Biserica Sfânta Barbara a fost construită în stil neogotic în perioada 1872–1875, după un proiect al lui Friedrich von Schmidt. A fost construită într-o colonie de muncitori pentru minoritatea germană. După al Doilea Război Mondial a fost utilizată ca un depozit. Astăzi este deținută de oraș și servește unor scopuril culturale și sociale.

## Orașe înfrățite
Štěpánov este înfrățit cu:
- Środa Śląska⁠(d), Polonia